# Blang Murong
Blang Murong is een bestuurslaag in het regentschap Nagan Raya van de provincie Atjeh, Indonesië. Blang Murong telt 626 inwoners (volkstelling 2010).